# Nelipiwka (rejon bachmucki)
Nelipiwka (ukr. Неліпівка) – osiedle na Ukrainie, w obwodzie donieckim, w rejonie bachmuckim, w hromadzie Torećk. W 2001 liczyła 1288 mieszkańców.